# ポルシェ・964

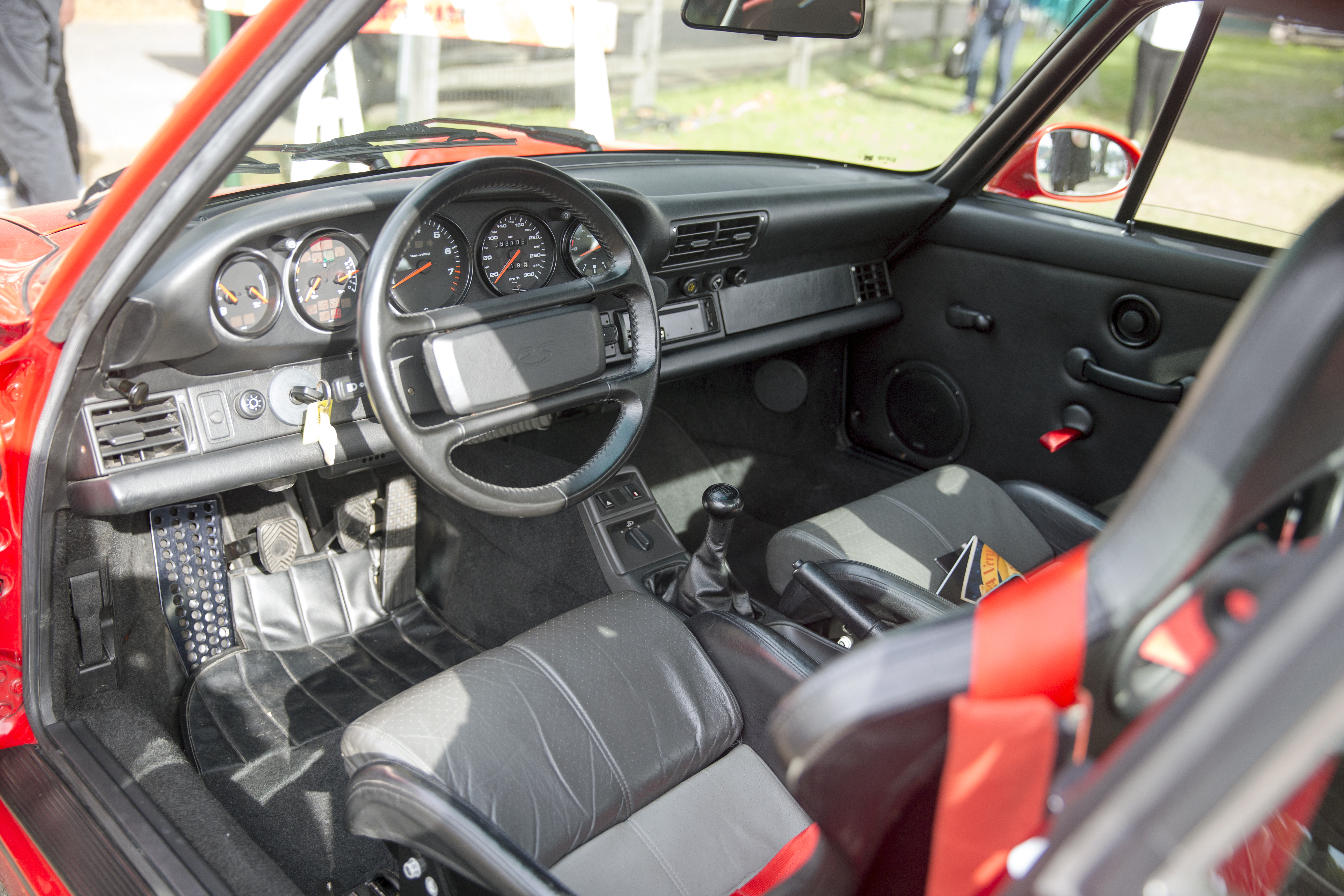
964型カレラRS（1992年式）のインテリア

ポルシェ・964は、ドイツの自動車メーカーであるポルシェが開発したスポーツカー「911」のうち、1989年から1993年にかけて製造・販売されていた3代目モデルを指すコードネームである。

## 解説
911は相変わらず北米市場での人気は高かったものの、顧客数の増大は新たな要求を生み、それに応えるためにはアップデートが必要な時期に来ていた。さらにその後継車は911シリーズのイメージを継承する必要があり、外観を大きく変えることが許されなかったため、1989年にデビューした964型は、930型のデザインを踏襲した外観をまとってはいるものの、80%ものパーツを新製するといった手の込んだ手法を採した。その結果、カレラボディの空気抗力係数Cd＝0.32は当時としては優れた空力特性であり、空冷エンジン搭載の911シリーズでは最も低い値となっている。
エンジンは内径φ100mm×行程76.4mmで3,600ccに拡大され、圧縮比11.3でツインプラグ化され250馬力/6,100rpm、31.6kgm/4,800rpm。4WDに対応するためフロアセンターは高くなっているが巧みなボディワークにより見た目は分からない様になっている。リアスポイラーは電動格納式。ボディータイプは当初よりクーペ、タルガ、カブリオレの3種が提供された。特筆される変更点は、パワーステアリング及びABSの搭載、サスペンションをトーションバースプリングからコイルスプリングに変えたことである。これによりリバウンドでのセット荷重が負荷できるようになり、現代的なハンドリングを得ることに成功した。
カレラ4は従来のRRの問題点を解決すべく959型で得た技術をフィードバックするかたちで導入した4WDであり、直進時や旋回時の安定性の向上に貢献している。カレラ2は911はRRというマニアの要望を満たすべく1年後に発売された2WDである。カレラ4よりも100kg軽い車重を活かし軽快に走ることができる。また、カレラ2にはティプトロニックATを搭載したモデルも存在し、その後の自動車産業に与えた影響や、ユーザー層を広めた功績は大きい。
964は最後のセミトレーリング式リヤサスペンションとRRの組み合わせとなった。セミトレーリング式では対地キャンバーが崩れて接地限界は993以降のマルチリンク式に劣る。一方で対地キャンバーが一定の割合で崩れていくので運転手がタイヤの接地情報を得られやすい美点もある。実験部門がリヤサスペンション取り付け部を重点的にボディをチューニングすることで、創業時の356から伝統的に運転手を熱狂させてきた、独特のトラクション感を体験できる最後のポルシェが964である。
1992年に大きなマイナーチェンジを実施。サイドミラーがエアロタイプのミラー（通称「ターボミラー」）に変更され、ホイールもディッシュタイプのデザインから5本スポークのカップデザインホイールなどに変更された。ボディータイプとして1992年モデルからカブリオレターボルックが追加され、1993年にスピードスターが追加された。
2010年代に入り世界経済が上向くと、投機の対象として964の取引相場が異様な高騰をみせるようになった。それまで素のカレラ2で1万ドル程度だった相場が10万ドルとなった。本格的に964を補修すると10万ドル程度は必要であり、劣化状態の価格が完全補修状態の相場となったともいえる。しかし964RSR3.8、ターボSに至ると一時は100万ドルに迫る高騰をみせた。

## グレード

### NAモデル
- カレラ4（1989年発売） - 964型になった最初のタイプ。遊星ギアによるセンターデフを持ち31:69に固定されたフルタイム4WD機構を持つ。
- カレラ2（1990年発売） - カレラ4を2WDに簡略化したタイプ。マニュアルシフトモードを持つAT「ティプトロニック」が搭載された。
- カレラRS（1992年限定発売） - カレラ2のボディを補強した上で、後席、エアコン、セントラルロッキングシステム、パワーステアリング、オーディオを省略し、トリム、シート、エンジンフッド、マグネシウム合金製ホイール、フライホイールなどが軽量品に交換されて120kgに及ぶ軽量化を果たした。エンジンは260馬力/6,100rpm、32kgm/5,000rpm。
- カレラRS3.8（1992年少数生産） - 空冷ポルシェ最大の排気量である3.8リットルエンジン（300馬力）を採用。エアコンレス・オーディオレスなどでカレラ2より120kgの軽量化は「カレラRS」と同一。
- カレラRSR3.8
- 30 Jahre 911（1993年発売） - カレラ4をベースに　ターボルックボディーを換装。911誕生30周年記念車として日本では約20台が販売された。ブレーキシステムもターボ3.3に準じるものを装備した。また、前後のロアアームもターボ用の物が装備されている。一部で「ジュビリー」と呼ばれることもあるが、ジュビリーは本来50周年または25周年を意味するので誤用である。
- スピードスター（1993年発売） - カレラ2をベースにしたオープンカーで、2名乗車にしてRSのFRP製ドアを採用するなど軽量化。外見での大きな特徴は、低く傾斜したフロントウィンドウと、ボディ同色のFRP製でダブルバブル型のソフトトップ収納カバー。911スピードスターとしては空冷時代の最終モデル。総生産約970台、日本には約120台。
- 964 ライトウェイト
- カレラ CUP

### ターボモデル
- ターボ（1991年発売） - 大掛かりなモデルチェンジとなった964型では当初ターボモデルの開発が追いつかず、カレラ2ベースのシャシに930型から流用した3.3リットルのM30エンジンの内、930ターボフラットノーズやターボSに使用されていた320馬力、45.9kgmの物を搭載しデビューした。
- ターボ リミテッド - バルブタイミングの変更などにより出力を向上させたM30/69S型を搭載。内装もウッドパネルなどを装備した豪華仕様。
- ターボS IMSA - ヘルムート・ボット博士（ヴァイザッハのレース部門）を中心に開発された限定車。カムとタービンの変更などにより出力を向上させたM30/69SL型を搭載。リアタイヤハウスの前に空けられたダクト、リアウィングの形状などが異なる。
- ターボ3.6（1993年発売） - 3.6リットルのM64型エンジンをベースとし360馬力、53kgmのトルクを出力するM64/50型エンジンを搭載した。このエンジンの燃料供給はカレラなどのDMEとは異なり、機械式燃料噴射であるKEジェトロニックにより行われている。ターボSで用いた「赤色ブレーキキャリパー」「スピードライン製3ピース18インチホイール」などの装備の他、20mm程度低められた車高とRSと同タイプのリアセンターバンパーなどを新たに装備した。室内においてはターボ3.3と異なる所はほとんどなく、リアシートバックを倒した時に現れる刻印がTurbo3.6となるのが主な識別点となる。マフラーは左右2本出しとされたが右側マフラーエンドからのみ排気され左側マフラーエンドはウェイストゲートからの大気開放のラインとなっている。生産期間が短かった事などから、日本国内への正規輸入は60台弱とされ総生産台数も含めて、911シリーズの中で数の少ない車種のひとつである。

## 主なターボシリーズの生産台数とエンジン型式
| Mシリーズ MY1991 | 区分   | 車体番号範囲 From | 車体番号範囲 to   | 総生産台数 | エンジン型式 |
| ---------------- | ------ | ----------------- | ----------------- | ---------- | ------------ |
| ターボ LHD       | 964770 | WP0ZZZ96ZMS470061 | WP0ZZZ96ZMS472287 | 2031       | M30/69       |
| ターボ RHD       | 964771 | WP0ZZZ96ZMS470061 | WP0ZZZ96ZMS472287 | 174        | M30/69       |
| ターボ X33 LHD   | 964770 | WP0ZZZ96ZMS470061 | WP0ZZZ96ZMS472287 | 22         | M30/69S      |
| ターボ 北米仕様  | 964770 | WP0AA296MS480061  | WP0AA296NS480673  | 613        | M30/69       |

| Nシリーズ MY1992 | 区分   | 車体番号範囲 From | 車体番号範囲 to   | 総生産台数 | エンジン型式 |
| ---------------- | ------ | ----------------- | ----------------- | ---------- | ------------ |
| ターボ LHD       | 964770 | WP0ZZZ96ZNS470061 | WP0ZZZ96ZNS470835 | 520        | M30/69       |
| ターボ RHD       | 964771 | WP0ZZZ96ZNS470061 | WP0ZZZ96ZNS470835 | 85         | M30/69       |
| ターボ X33 LHD   | 964770 | WP0ZZZ96ZNS470061 | WP0ZZZ96ZNS470835 | 169        | M30/69S      |
| ターボ X33 RHD   | 964771 | WP0ZZZ96ZNS470061 | WP0ZZZ96ZNS470835 | 1          | M30/69S      |
| ターボ 北米仕様  | 964770 | WP0AA296NS480061  | WP0AA296NS480308  | 248        | M30/69       |

| Pシリーズ MY1993             | 区分   | 車体番号範囲 From | 車体番号範囲 to   | 総生産台数 | エンジン型式 |
| ---------------------------- | ------ | ----------------- | ----------------- | ---------- | ------------ |
| ターボ3.6 LHD                | 964770 | WP0ZZZ96ZPS470061 | WP0ZZZ96ZPS470650 | 513        | M64/50       |
| ターボ3.6 RHD                | 964771 | WP0ZZZ96ZPS470061 | WP0ZZZ96ZPS470650 | 77         | M64/50       |
| 1992年式ターボS              | 964770 | WP0ZZZ96ZPS479001 | WP0ZZZ96ZPS479086 | 67         | M30/69SL     |
| 1992年式ターボS RHD          | 964771 | WP0ZZZ96ZPS479001 | WP0ZZZ96ZPS479086 | 14         | M30/69SL     |
| 1993年式ターボS RHD          | 964771 | WP0ZZZ96ZPS479001 | WP0ZZZ96ZPS479086 | 5          | M30/69SL     |
| 1993年式ターボカブリオレ     | 964650 | WP0ZZZ96ZPS451235 | WP0ZZZ96ZPS451399 | 3          | M30/69S      |
| 1993年式ターボカブリオレ RHD | 964651 | WP0ZZZ96ZPS451235 | WP0ZZZ96ZPS451399 | 3          | M30/69S      |

| Rシリーズ MY1994   | 区分   | 車体番号範囲 From | 車体番号範囲 to   | 総生産台数 | エンジン型式 |
| ------------------ | ------ | ----------------- | ----------------- | ---------- | ------------ |
| ターボ3.6 LHD      | 964770 | WP0ZZZ96ZRS470061 | WP0ZZZ96ZRS470471 | 329        | M64/50       |
| ターボ3.6 RHD      | 964771 | WP0ZZZ96ZRS470061 | WP0ZZZ96ZRS470471 | 82         | M64/50       |
| ターボ3.6 北米仕様 | 964770 | WP0AC296RS480061  | WP0AC296RS480466  | 406        | M64/50       |

| エンジン型式 | M64/50         | M30/69S        | M30/69SL       | M30/69         |
| ------------ | -------------- | -------------- | -------------- | -------------- |
| 内径         | 100mm          | 97mm           | 97mm           | 97mm           |
| 行程         | 76.4mm         | 74.4mm         | 74.4mm         | 74.4mm         |
| 排気量       | 3,600cc        | 3,299cc        | 3,299cc        | 3,299cc        |
| 馬力         | 360PS/5,500rpm | 355PS/5,750rpm | 381PS/6,000rpm | 320PS/5,750rpm |
| トルク       | 520Nm          | 470Nm          | 490Nm          | 450Nm          |
| 圧縮比       | 7.5:1          | 7.0:1          | 7.0:1          | 7.0:1          |
| エンジン重量 | 276kg          | 275kg          | 275kg          | 275kg          |